# 上海妓女
上海妓女是指19世纪和20世纪期間的上海性工作者。 

## 历史
20世纪初至20世纪中期，大量外來移民湧入上海。那些找不到工作的女性只好從事賣淫。
1918年，一個支持廢除娼妓的組織道德促進委員會成立，該組織多次與上海公共租界工部局溝通，呼籲後者取締妓院。1920年，上海公共租界工部局宣佈所有妓院都必須登記註冊，發放給妓院和妓女的執照不可轉讓。此外上海公共租界工部局還關閉了一批妓院。不過1924年後道德促進委員會銷聲匿跡，而上海的娼妓並沒有被根本取締。
1946年12月11日，上海市政府出台了《上海市警察局整理娼妓实施办法》以及《上海市警察局管理娼妓实施办法》。後者将妓女定义为“以卖淫为业之妇女”。其中規定严禁虐待妓女，严禁强迫怀孕4个月以上、生育3个月以内以及患有性病的妓女与人发生性关系。該条款还规定客人必须使用安全套。上海市政府又頒布《上海市警察局卫生局娼妓检验合作办法》，规定妓院及妓女必须于1948年12月31日以前向政府登记。警察還逮捕了躲避註冊的人。
中華人民共和國成立後的1949年11月21日，中共當局下令取缔妓院，上海的性產業不久被取締。 
當時上海市人民法院將200多人判处死刑，另有7000多人被判处死刑缓期执行或无期徒刑。 這部分相當多的人是妓院老板。
當局於1958年宣稱徹底取締了性產業。改革開放後，性產業又慢慢恢復。

## 性工作者地位
在上海，賣淫女還分為好幾種。
上海的妓院有长三妓院、幺二堂子、花烟间、广东堂子、宁波堂子、咸肉庄、向导社、相公堂子以及日本堂子、朝鲜堂子等。
书寓最初是歌女，最后与长三等级的妓女合并。长三为最高等级的卖淫女子，再下一等级的是名为么二的妓女。其余低等妓女依次为花烟间、碰和台子、野鸡、咸肉庄、跑堂口、钉棚、淌排。
而级别更低的妓女則被稱為野雞，而且野雞大部分為江北人。野雞大部分會直接在馬路上、茶樓裡拉客。
另外有些女按摩師和女招待也會賣淫。

## 性病醫院
1877年，上海公共租界和上海法租界資助的性病醫院開業。